# Cressanges
Cressanges – miejscowość i gmina we Francji, w regionie Owernia-Rodan-Alpy, w departamencie Allier.

## Demografia
Według danych na rok 1990 gminę zamieszkiwało 715 osób, a gęstość zaludnienia wynosiła 17 osób/km². W styczniu 2015 r. Cressanges zamieszkiwało 686 osób, przy gęstości zaludnienia wynoszącej 16,3 osób/km².